# Thierry Boutsen
 (octobre 2022).
Si vous disposez d'ouvrages ou d'articles de référence ou si vous connaissez des sites web de qualité traitant du thème abordé ici, merci de compléter l'article en donnant les références utiles à sa vérifiabilité et en les liant à la section « Notes et références ».
Pour les articles homonymes, voir Boutsen.
Thierry Boutsen, né le 13 juillet 1957 à Bruxelles, est un pilote automobile belge francophone, ayant notamment remporté plusieurs victoires en Formule 1 et en endurance.

## Biographie

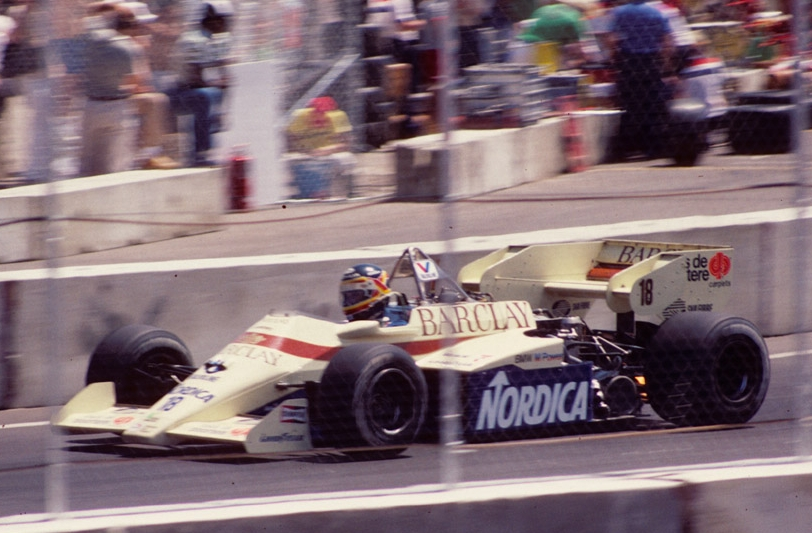
Thierry Boutsen sur Arrows A7 en 1984 à Dallas.

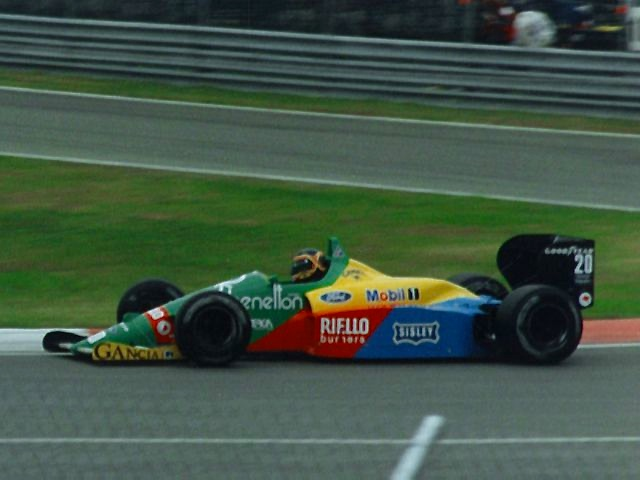
Thierry Boutsen sur Benetton B188 en 1988 au Canada.

### Débuts
Il commence sa carrière sportive en 1975 en Formule VW en remportant le volant de l'école de pilotage d'André Pilette sur le circuit de Zolder, et gagne ses premières courses. En 1976, il obtient encore trois succès, et passe, la même année, en Formule Ford, dans laquelle il engrange 15 victoires en 1978. L'année suivante, il passe en Formule 3 et monte sur la première marche du podium à Zolder. Il remporte le titre de vice-champion d'Europe en 1980, grâce à ses victoires au Nürburgring, à Zolder et à Magny-Cours.
En 1981, il aborde la Formule 2. Il comptabilise deux victoires et termine le championnat d'Europe en deuxième position. Il quitte la Formule 2 l'année suivante, après trois victoires (Nürburgring, Francorchamps et Enna).

### Formule 1
Thierry Boutsen débute en Formule 1 avec l'équipe britannique Arrows en 1983. Il suit une progression limpide : premiers Grands Prix en 1983, premiers points en 1984 et premier podium en 1985. La saison 1986 est par contre une grande déception puisque l'Arrows A9 est une mauvaise monoplace qui de plus s'est longtemps fait attendre. Boutsen doit commencer l'année avec le châssis A8 avant de constater que la fiabilité de l'A9 est catastrophique à cause des vieux blocs BMW turbo dépassés. Bien que le châssis soit plusieurs fois modifié, rien ne changera.
Boutsen passe chez Benetton en 1987, et retrouve le soutien officiel de Ford. Il fait une solide saison avec la B187 à moteur V6 turbo. En 1988, il étrenne la B188 à moteur V8 atmosphérique et est le principal outsider derrière Ayrton Senna et Alain Prost qui disposent d'un moteur turbo. Boutsen remporte le trophée Colin Chapman qui sacre le meilleur pilote courant avec un moteur atmosphérique.
En 1989, certains amateurs belges de Formule 1 voient en lui un nouveau Jacky Ickx et rêvent d'avoir enfin un champion du monde de la discipline. À la suite du départ de Nigel Mansell vers Ferrari, le baquet de la Williams-Renault FW 12 lui est confié. Boutsen remporte ses deux premières victoires au Canada et en Australie mais, bien qu'ayant réalisé une saison supérieure à son équipier Riccardo Patrese, est désavoué par Patrick Head qui le trouve « mou ». 1990 commence très mal avec une violente sortie de route qui le handicape toute la saison. Il remporte toutefois une victoire et signe la pole position en Hongrie. À la fin de la saison, il est remplacé par Mansell. 
Renault lui conserve toutefois sa confiance et Boutsen poursuit désormais sa carrière chez Ligier en 1991. Mais pour des raisons de contrat d'exclusivité avec Williams, Renault ne peut équiper Ligier qui doit se contenter des blocs Lamborghini peu performants. Boutsen tombe en fond de ligne et subit même l'épreuve couperet des pré-qualifications. L'année 1992 est tout aussi décevante : le châssis Ligier est très perfectible et les moteurs enfin fournis par Renault sont les blocs ancienne génération RS2 de chez Williams. Renault porte tous ses efforts sur Williams (qui remportera les deux titres mondiaux cette année) tandis que les dirigeants de Ligier font peu de cas de Boutsen car ils envisagent un temps de recruter Alain Prost. Boutsen se rend compte qu'il n'est qu'un remplaçant de luxe et démotivé, terminera péniblement sa seconde saison chez Ligier. 
En 1993, Boutsen tente encore une saison chez Jordan Grand Prix, mais il jettera les gants en cours de saison, après son Grand Prix national.

### Endurance
Thierry Boutsen fait ses débuts en endurance aux 24 Heures du Mans 1981 sur la WM-Peugeot P81 n° 82 associé à cette occasion à Michel Pignard et Saulnier. La voiture est engagée en groupe C ; Saulnier qualifie la voiture en 8e position et c'est Boutsen qui prend le départ, donné à 15 heures. La première expérience de Boutsen aux 24 heures est dramatique : à 16 h 06, il sort de la piste dans la ligne droite des Hunaudières à la vitesse de 350 km/h fauchant pour l'occasion trois commissaires de piste, tuant l'un d'eux. La course est aussitôt neutralisée. Thierry Boutsen sort indemne de cet effroyable accident.
On revit l'année suivante Boutsen au volant d'une groupe C, en l'occurrence une Rondeau M382 usine qu'il partage avec Henri Pescarolo lors des 1000 km de Spa le 5 septembre 1982 (sortie de piste de Boutsen) puis lors des 6 Heures du Mont-Fuji le 3 octobre 1982.
L'année 1983 débuta par une belle victoire aux 1000 km de Monza le 10 avril 1983 en compagnie de Bob Wollek au volant d'une Porsche 956 engagée par le Joest Racing. Il disputa plusieurs courses au volant de Porsche 956 au cours de l'année ainsi qu'en 1984 et 1985.
En 1985, il remporte les 24 Heures de Daytona en début de saison sur une Porsche 962. Par la suite, il dispute diverses courses du championnat du monde des sport-prototypes pour Brun Motorsport. Lors des 1 000 kilomètres de Spa, son équipier Stefan Bellof mène l'épreuve au 72e tour mais, à la suite d'un ravitaillement un peu trop long, la Porsche officielle de Mass-Ickx prend la tête. Bellof souhaite absolument gagner avec sa voiture privée devant la machine officielle de Jacky Ickx. Au 75e tour, Bellof, revenu dans les échappements du Belge, tente de le dépasser dans le raidillon de l'Eau Rouge, mais il l'accroche. Sa voiture s'encastre alors de face dans l'angle d'une tribune et s'embrase aussitôt. Le pilote allemand ne survivra pas à ses blessures.

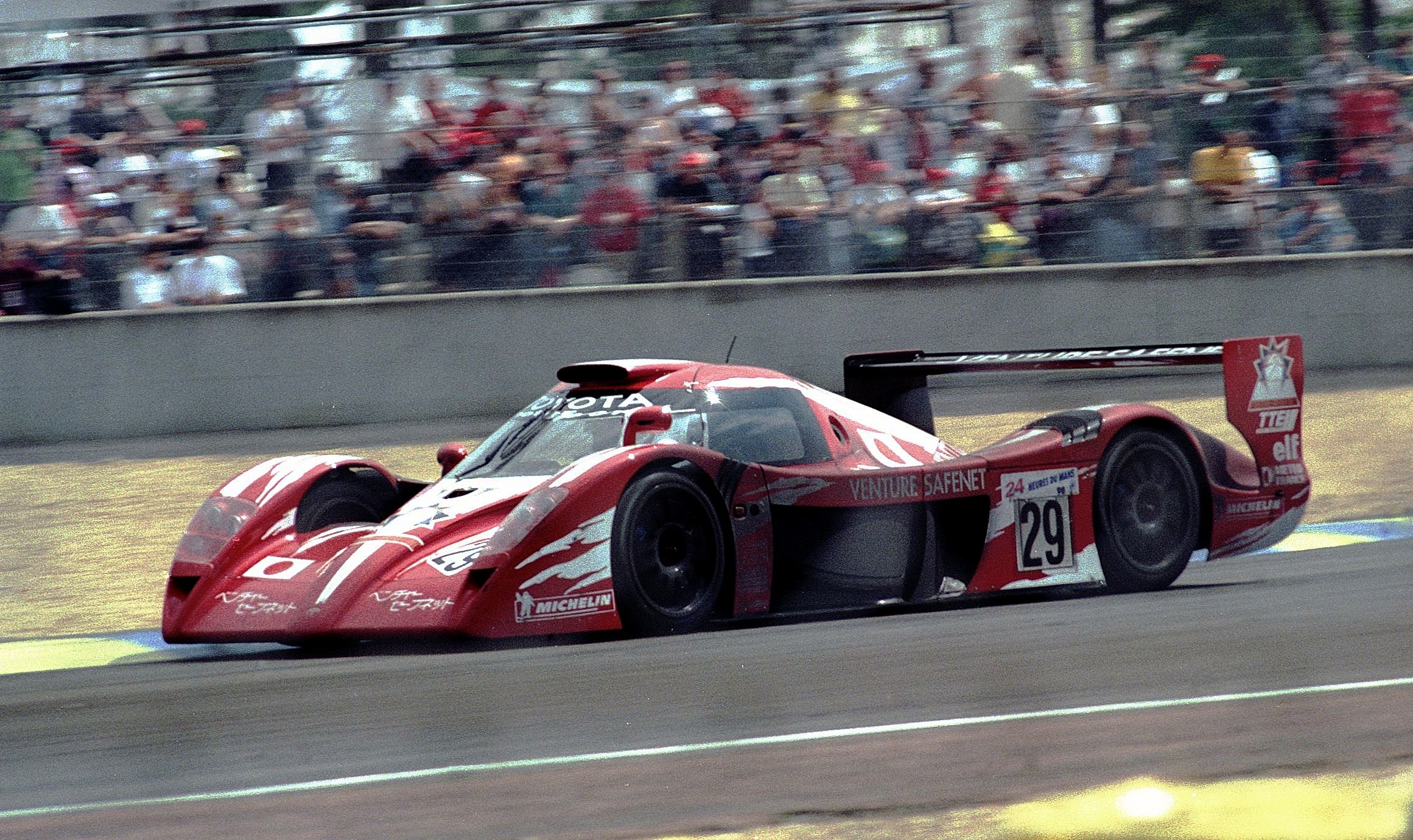
La Toyota GT-One de Boutsen lors des 24 heures du Mans 1998.

Thierry Boutsen, son ami de la F2 et coéquipier vit le crash en direct et restera marqué à jamais : La mort de Stefan est le plus mauvais souvenir de ma carrière, et de loin. Ce jour-là, j'ai perdu un formidable équipier, mais j'ai surtout perdu un ami. Il m'a fallu des années pour m'en remettre. Et encore... Il remporte l'épreuve en 1986 avec Frank Jelinski sur une Porsche 962C de l'écurie Brun Motorsport.
Après sa carrière en Formule 1, Boutsen exerça encore ses talents de pilote en endurance pour Peugeot (2e aux 24 Heures du Mans 1993), Porsche (3e aux 24 Heures du Mans 1994 et 2e en 1996) et Toyota. Il met un terme à sa carrière à la suite d'un terrible accident, survenu à près de 300 km/h lors des 24 Heures du Mans 1999, au volant d'une Toyota GT-One.

### Autres courses en voitures de sport
Il remporte également une épreuve du DRM en 1984 au Norisring  sur Porsche 956 du John Fitzpatrick Racing, puis en 1996 coup sur coup les 4 Heures de Brands Hatch et de Spa en septembre sur Porsche 911 GT1, en Championnat BPR, et il termine troisième des 12 Heures de Sebring en 1998 avec cette voiture (4e en 1999), notamment avec Bob Wollek. Toujours en 1998, il gagne ensuite les 24 Heures de Zolder GT avec Patrick Huisman et Marc Goossens sur 993, finit troisième au Petit Le Mans avec Wollek et Helmut Kelleners sur la 911 GT1, et il termine la saison par un titre de Champion des États-Unis de courses sur route (USRRC) en catégorie GT1.

### Rallyes
Après avoir joué le rôle d’ouvreur dans un rallye national en 1982, Boutsen prend part l'année suivante au Rallye du Condroz au volant d'une Porsche 911 SC. Il est pour l’occasion navigué par Willy Lux, le copilote habituel de Marc Duez. Il se montre d'emblée performant, pointant à la troisième place derrière la Porsche de Patrick Snijers et la Ford Escort de Robert Droogmans, deux spécialistes de l'épreuve. Une sortie de route dans la seconde boucle de la première étape le fait cependant rétrograder à la neuvième place, mais le pilote belge va ensuite progressivement remonter pour terminer à la cinquième place finale.

## Boutsen Ginion Racing
Thierry Boutsen parraine une écurie de sport automobile, le Boutsen Ginion Racing, qui fait rouler des voitures en Clio Cup et en Mégane trophy, ainsi qu'une LMP2 en European Le Mans Series. À Monaco, il gère aussi la société Boutsen Aviation, créée en 1997. Son activité est le courtage, achat et vente d'avions d'affaires ou Business jets. 

## Résultats en championnat du monde de Formule 1
| Saison | Écurie                     | Châssis    | Moteur                       | Pneus    | GP disputés | Victoires | Points inscrits | Classement |
| ------ | -------------------------- | ---------- | ---------------------------- | -------- | ----------- | --------- | --------------- | ---------- |
| 1983   | Arrows Racing Team         | A6         | Ford V8                      | Goodyear | 10          | 0         | 0               | n.c.       |
| 1984   | Barclay Nordica Arrows BMW | A6 A7      | Ford V8 BMW 4 en ligne turbo | Goodyear | 15          | 0         | 5               | 14e        |
| 1985   | Barclay Arrows BMW         | A8         | BMW 4 en ligne turbo         | Goodyear | 16          | 0         | 11              | 11e        |
| 1986   | Barclay Arrows BMW         | A8 A9      | BMW 4 en ligne turbo         | Goodyear | 16          | 0         | 0               | n.c.       |
| 1987   | Benetton Formula Ltd       | B187       | Ford V6 turbo                | Goodyear | 16          | 0         | 16              | 8e         |
| 1988   | Benetton Formula Ltd       | B188       | Ford V8                      | Goodyear | 16          | 0         | 27              | 4e         |
| 1989   | Canon Williams Team        | FW12C FW13 | Renault V10                  | Goodyear | 16          | 2         | 37              | 5e         |
| 1990   | Canon Williams Team        | FW13B      | Renault V10                  | Goodyear | 16          | 1         | 34              | 6e         |
| 1991   | Ligier Gitanes             | JS35 JS35B | Lamborghini V12              | Goodyear | 16          | 0         | 0               | n.c.       |
| 1992   | Ligier Gitanes Blondes     | JS37       | Renault V10                  | Goodyear | 16          | 0         | 2               | 14e        |
| 1993   | Sasol Jordan               | 193        | Hart V10                     | Goodyear | 10          | 0         | 0               | n.c.       |
|        | Total                      |            |                              |          | 163         | 3         | 132             |            |

## Victoires en championnat du monde de Formule 1
| # | Année | Manche | Date            | Grand Prix | Circuit  | Position de départ | Écurie              | Voiture | Résumé |
| - | ----- | ------ | --------------- | ---------- | -------- | ------------------ | ------------------- | ------- | ------ |
| 1 | 1989  | 6/16   | 18 juin 1989    | Canada     | Montréal | 6e                 | Canon Williams Team | FW12C   | Résumé |
| 2 | 1989  | 16/16  | 5 novembre 1989 | Australie  | Adélaïde | 5e                 | Canon Williams Team | FW13    | Résumé |
| 3 | 1990  | 10/16  | 12 août 1990    | Hongrie    | Budapest | pole position      | Canon Williams Team | FW13B   | Résumé |

## Résultats aux 24 Heures du Mans
| Année | Voiture           | Équipe                            | Équipiers                               | Résultat             |
| ----- | ----------------- | --------------------------------- | --------------------------------------- | -------------------- |
| 1981  | WM P81            | WM A.E.R.E.M.                     | Serge Saulnier / Michel Pignard         | Abandon au 15e tour  |
| 1983  | Rondeau M482      | Ford France                       | Henri Pescarolo                         | Abandon au 174e tour |
| 1986  | Porsche 956       | Brun Motorsport                   | Alain Ferté / Didier Theys              | Abandon au 89e tour  |
| 1993  | Peugeot 905       | Peugeot Talbot Sport              | Yannick Dalmas / Teo Fabi               | 2e                   |
| 1994  | Dauer 962 Le Mans | Le Mans Porsche Team Joest Racing | Danny Sullivan / Hans-Joachim Stuck     | 3e                   |
| 1995  | Kremer K8 Spyder  | Porsche Kremer Racing             | Christophe Bouchut / Hans-Joachim Stuck | 6e                   |
| 1996  | Porsche 911 GT1   | Porsche AG                        | Bob Wollek / Hans-Joachim Stuck         | 2e                   |
| 1997  | Porsche 911 GT1   | Porsche AG                        | Bob Wollek / Hans-Joachim Stuck         | Abandon au 238e tour |
| 1998  | Toyota GT-One     | Toyota Motorsport                 | Ralf Kelleners / Geoff Lees             | Abandon au 330e tour |
| 1999  | Toyota GT-One     | Toyota Motorsport                 | Ralf Kelleners / Allan McNish           | Abandon au 176e tour |

## Distinctions
- Septuple Champion de Belgique des conducteurs, titre décerné par le Royal automobile Club de Belgique (RACB): 1983 à 1985, et 1987 à 1990;
- Sportif belge de l'année en 1989 (troisième en 1987 et 1988).